# Virrey de Portugal

Las armas de Portugal, entre las de Castilla y Aragón.

El virrey de Portugal fue el cargo que representaba al rey de España como rey de Portugal, durante el periodo en el que Portugal formaba parte de la Monarquía Hispánica, en una unión dinástica aeque principaliter, que duró entre 1580 y 1640.
Fue creado en 1580 tras la crisis sucesoria en Portugal que provocó la ascenso al trono portugués del rey Felipe II de España con el nombre de  Felipe I de Portugal.
De acuerdo con lo establecido en las cortes de Tomar de 1581, el virreinato o regencia del reino de Portugal debería estar siempre en manos de un ciudadano portugués o de un miembro de la familia real. Este punto sería respetado, habiendo ciertos periodos en los que la regencia fue confiada a una junta de gobierno denominada Consejo de Regencia del Reino de Portugal.
El cargo se mantuvo durante el periodo de gobierno de la casa de Austria en Portugal, cuando formaba una unión dinástica con los demás reinos españoles. En 1640, con la guerra de Restauración portuguesa, que produjo la separación de los dos países, el cargo de virrey de Portugal desapareció.

## Lista de virreyes de Portugal
| Rey de Portugal         | Virrey de Portugal | Comienzo                | Final                   |
| ----------------------- | --- | ----------------------- | ----------------------- |
| Felipe I (1580- 1598)   | - Fernando Álvarez de Toledo y Pimentel, III duque de Alba de Tormes | 18 de julio de 1580     | 11 de diciembre de 1582 |
| Felipe I (1580- 1598)   | - Archiduque Alberto de Austria | 11 de febrero de 1583   | 5 de julio de 1593      |
| Felipe I (1580- 1598)   | - Consejo regente: - Miguel de Castro, Arzobispo de Lisboa (presidente; 1.ª vez) - Juan de Silva, IV Conde de Portalegre - Francisco de Mascarenhas, conde de Vila da Horta - Duarte de Castelo Branco, conde de Sabugal - Miguel de Moura, secretario del rey | 5 de julio de 1593      | 1598                    |
| Felipe II (1598- 1621)  | - Francisco Gómez de Sandoval y Rojas, marqués de Denia y duque de Lerma | 1598                    | 29 de enero de 1600     |
| Felipe II (1598- 1621)  | - Cristóbal de Moura, marqués de Castel-Rodrigo (1.ª vez) | 29 de enero de 1600     | 1603                    |
| Felipe II (1598- 1621)  | - Afonso de Castelo Branco, obispo de Coímbra y conde de Arganil (1.ª vez) | 1603                    | 1603                    |
| Felipe II (1598- 1621)  | - Cristóbal de Moura, marqués de Castelo Rodrigo (2.ª vez) | 1603                    | 1603                    |
| Felipe II (1598- 1621)  | - Afonso de Castelo Branco, obispo de Coímbra y conde de Arganil (2.ª vez) | 1603                    | 24 de mayo de 1605      |
| Felipe II (1598- 1621)  | - Pedro de Castilho, obispo de Leiria (1.ª vez) | 24 de mayo de 1605      | febrero de 1608         |
| Felipe II (1598- 1621)  | - Cristóbal de Moura, marqués de Castelo Rodrigo (3.ª vez) | febrero de 1608         | diciembre de 1613       |
| Felipe II (1598- 1621)  | - Pedro de Castilho, obispo de Leiria (2.ª vez) | 1613                    | 1614                    |
| Felipe II (1598- 1621)  | - Fray Aleixo de Meneses, arzobispo de Braga | 1614                    | 1615                    |
| Felipe II (1598- 1621)  | - Miguel de Castro, arzobispo de Lisboa (2.ª vez) | 1615                    | 10 de mayo de 1619      |
| Felipe II (1598- 1621)  | - Diego de Silva y Mendoza, conde de Salinas y marqués de Alenquer | 10 de mayo de 1619      | 1 de septiembre de 1621 |
| Felipe III (1621- 1640) | - Consejo regente: - Martim Afonso Mexia, obispo de Coímbra (presidente) - Diogo de Castro, conde de Basto - Nuno Álvares Pereira Colón y Portugal, duque de Veragua y almirante de las Indias                                                                 | 1 de septiembre de 1621 | 30 de agosto de 1623    |
| Felipe III (1621- 1640) | - Consejo regente: - Diogo de Castro, conde de Basto (presidente) - Afonso Furtado de Mendonça, obispo de Coímbra y conde de Arganil - Diogo da Silva, conde de Portalegre                                                                                     | 30 de agosto de 1623    | 1631                    |
| Felipe III (1621- 1640) | - Consejo regente: - António de Ataíde, conde da Castanheira y conde de Castro Daire (presidente) - Nuno de Mendonça, conde de Vale de Reis | 1631                    | Marzo de 1632           |
| Felipe III (1621- 1640) | - Nuno de Mendonça, conde de Vale de Reis | Marzo de 1632           | 12 de mayo de 1633      |
| Felipe III (1621- 1640) | - João Manuel de Ataíde, arzobispo de Lisboa | 12 de mayo de 1633      | 4 de julio de 1633      |
| Felipe III (1621- 1640) | - Diogo de Castro, conde de Basto (2.ª vez) | 1633                    | 1634                    |
| Felipe III (1621- 1640) | - Margarita de Saboya, duquesa de Mantua | 23 de diciembre de 1634 | 1 de diciembre de 1640  |